# امامزاده قاضی میر سعید
امامزاده قاضی میر سعید مربوط به سده‌های میانی و متاخر دوران پس از اسلام است و در شهرستان طالقان، بخش طالقان، روستای حسنجون و سیدآباد واقع شده و این اثر در تاریخ ۱۲ بهمن ۱۳۸۱ با شمارهٔ ثبت ۷۲۴۴ به‌عنوان یکی از آثار ملی ایران به ثبت رسیده است.